# Satni okvir
Satni okvir, satnik, okvir saća ili okvir košnice (razgovorno u pčelarstvu okvir) je najvažniji sastavni dio košnice jer je okvir učinio pčelinje gnijezdo pokretnim i pristupačnim pčelaru za pregled i rad. Okvir se sastoji od 4 drvene letvice koje su sastavljene pod pravim kutom. Gornja je letvica (satonoša) dulja od ukupne širine okvira i čini na svakoj strani produžetak od 15 milimetara (uši okvira). Na tim ušima visi okvir u košnici, oslonjen je na prednju i stražnju stijenu u posebno izrađenom poluutoru ili utoru (razgovorno "falcu"). Okviri i satine (satina je skup šesterostranih saća ili stanica koje su pravilno poredane jedna do druge) u njima razmaknuti su jedan od drugoga, tako da je među satinama slobodan prostor, širok oko 10 milimetara, što služi pčelama za rad i prolaz.

## Objašnjenje
Pčelinje gnijezdo sastoji se od manjeg ili većeg broja takozvanih sati ili satina. Broj satina nije stalan, a zavisi o veličini ili jakosti zajednice, o starosti te zajednice, i o veličini i obliku prostora u kojem se gnijezdo nalazi. Ni veličina satina nije stalna, nego i ona zavisi o snazi zajednice, o njezinoj starosti i o veličini i obliku prostora u kojem se gnijezdo nalazi. Pčela medarica uvijek gradi svoje gnijezdo s više satina. Satine su izgrađene od pčelinjeg voska, materijala koji pčele same proizvode. Satina je skup šesterostranih saća ili stanica koje su pravilno poredane jedna do druge, tako da između njih nema nikakva praznog prostora; susjedne stanice imaju zajedničke stijenke ili pregrade jedna s drugom. To je dakle pravilna gradnja mrežasta izgleda. Sat ili satina u staroslavenskom znači sto i stotina, a hoće da označi mnogobrojnost saća od kojih se sat sastoji.
Saća (stanice) služe za uzgoj legla i za spremanje meda i peluda. Satina visi u okomitu položaju, pričvršćena o tavan duplja ili košnice. Svaka je satina dvostrukog kapaciteta, to jest ona nema saća samo s jedne strane, nego s obadvije. Svako saće leži u vodoravnom položaju, ali ne sasvim tačno, nego je tek malo koso nagnuta prema gore od dna saća prema otvoru. Tako med ne može curiti napolje. Dna sviju saća okrenuta su u sredinu satine, i onih s jedne strane i onih s druge. Sva dna zajednički sačinjavaju pregradu koja dijeli satinu po sredini.
Debljina satine iznosi od 21,50 do 25,50 milimetara. Prema tome, dubina pojedinog saća iznosi od 10 do 12 mm. Satine su poredane jedna do druge. Razmak između satina iznosi oko 11 mm. Satine nisu uvijek pravilno izgrađene i paralelno poredane jedna uz drugu, nego su često izmiješane, izlomljene i izukrštane. Za svoj stan pčele uzimaju razne i sve moguće pukotine i šupljine. Za njih je dobra i jama u zemlji pod korijenjem drveta, prostranije pukotine u stijeni i zidu, a najviše duplja u drveću. Ona su najmnogobrojnija u šumovitim krajevima, i ondje ih pčele u pravilu jedino i upotrebljavaju. U blizini čovjeka pčele upotrebljavaju razne šupljine čovjekovih gradnja: tavane, prozore pa i sobe, bačve, sanduke i slično.
Čovjek je iskoristio pčelinji nagon nastanjivanja i počeo je smještavati u svojoj blizini sa svrhom da je iskorištava. Prvi takvi stanovi nisu se ništa razlikovali od prirodnoga pčelinjeg stana. Bila je to obična šuplje deblo ili klada. Poslije se mjesto nje počela plesti košara od divlje loze ili slame, a zatim kačica od dužica ili sandučić od dasaka. To je put kojim se došlo od šuplje klade do moderne košnice s okvirima za saće.

## Unutarnja i vanjska mjera
Veličina i oblik okvira određuju veličinu i oblik satine u njemu. A visina i širina satine i broj satina u košnici određuju visinu, širinu i visinu košnice, i u dobroj mjeri i njezin sistem. U pčelarskim knjigama mjere se veličine okvira na 2 načina. Jedni mjere okvir iznutra, a drugi izvana. I jedan i drugi način ima opravdanja. Kad se okvir mjeri iznutra, odmah nam je jasno koliko su satine široke i visoke, i odmah točno znamo koliki je kapacitet okvira u kvadratnim centimetrima i milimetrima. A kapacitet jednog okvira pomnožen s brojem okvira u košnici daje nam kapacitet košnice. Ali na taj način ne znamo kolike su vanjske mjere košnice dok nam nisu poznate debljine letvica od kojih je okvir sastavljen. S druge strane, ako okvir mjerimo izvana i dodamo potreban i dobro poznat razmak za prolaz pčelama, odmah imamo unutarnju mjeru košnice; ako im dodamo debljinu stranica košnice, imamo i vanjske mjere košnice. Ali ne znamo kolike su veličina (dimenzija) satina dok ne znamo debljinu letvica i ne odbijemo je od vanjske mjere košnice. Ima, dakle, opravdanja i jedan i drugi način, ali nema opravdanja da je u jednim knjigama jedan način, a u drugima drugi. Pogotovo ako se ne kaže o kojoj je mjeri riječ, vanjskoj ili unutarnjoj.

### Primjer
Da bi se izbjegla zbrka s unutarnjim i vanjskim mjerama, dat je primjer sa svim mjerama: unutarnja visina i širina okvira, što je ujedno mjera satine, zatim debljina svih letvica i potom njihov zbroj, to jest vanjska mjera okvira. I to prema prijedlogu za standard, za 3 vrste okvira: Langstroth – Rootov okvir (LR), Dadant – Blattov okvir (DB) i Alberti – Žnideršičev okvir (AŽ):
| U milimetrima (mm)     | LR  | DB  | AŽ  |
| ---------------------- | --- | --- | --- |
| Debljina satonoše      | 20  | 20  | 20  |
| Unutarnja visina D     | 202 | 270 | 235 |
| Debljina donje letvice | 10  | 10  | 10  |
| Vanjska visina B       | 232 | 300 | 260 |

| U milimetrima (mm)     | LR  | DB  | AŽ  |
| ---------------------- | --- | --- | --- |
| Debljina bočne letvice | 8   | 8   | 8   |
| Unutarnja širina C     | 434 | 424 | 394 |
| Debljina bočne letvice | 8   | 8   | 8   |
| Vanjska širina A       | 450 | 440 | 410 |

| U milimetrima (mm)     | LR  | DB  |
| ---------------------- | --- | --- |
| Debljina satonoše      | 20  | 20  |
| Unutarnja visina D     | 115 | 115 |
| Debljina donje letvice | 10  | 10  |
| Vanjska visina B       | 145 | 145 |

Iz tabela se vidi da je visina poluokvira ista i za LR i za DB okvire. Širina poluokvira je ista kao i širina okvira. Mjere okvira za pološku nisu spomenute jer pološka, prema prijedlogu standarda, ima mjere DB okvira. Pološka i AŽ košnica nemaju poluokvira. 
Poluokvir u DB košnici služi za medište. Poluokvir u LR košnici služi za medište kad se proizvodi med u saću, a može se upotrijebiti i u proizvodnji vrcanog meda. Inače, redovno, za medište služi cijeli okvir. Isto tako AŽ košnica ima isti okvir i u plodištu i u medištu. Pološka nema posebnog medišta, nego se ono nalazi u istoj ravnini s plodištem, s jedne i druge strane plodišta, na jednakim okvirima. 

## Sastavni dijelovi okvira
Prijedlog za standard prihvatio je takozvani Hoffmanov okvir, izum američkog pčelara istog imena. Hoffmanov okvir je općenito prihvaćen u SAD, a s američkim košnicama i svugdje u svijetu. Dobra mu je osobina što automatski regulira razmak satina, tako da su okviri ravnomjerno razmaknuti u košnici, a sve satine jednako debele. Hoffmanov okvir regulira razmak od centra do centra (36 mm) samim bočnim letvicama koje su u gornjoj trećini široke 36 mm, a donje dvije trećine su uže, od 27 do 28 mm. Kad se okviri slože, bočne se letvice sastave jedna uz drugu u gornjoj trećini, a ispod nje ostane na dvije trećine između letvica prolaz za pčele. Kako su satine debele oko 25 mm, a letvice široke 36 mm, to između satina ostane razmak od 11 mm za prolaz i rad pčela. Da se izbjegne gnječenje pčela, u svake je bočne letvice po jedan razmak zaoštren ili skošen kao nož (kod prednje bočne letvice skošen je lijevi razmak, a kod stražnje desni. Tako se uvijek dotiče po jedan oštri i jedan tupi razmak, pa ma kako okrenuli okvir. 
Zbog svoje konstrukcije, na zupce, Hoffmanov okvir sastavlja se vrlo brzo i lako, bez ikakva pomagala ili šablona za sastavljanje. Drvo za izradu okvira mora biti birano, gustih godova i bez čvorova. Od vrsta drveta dobre su lipa, jela, omorika i možda vrba. Drvo mora biti suho, bez kvrga i s godovima koji teku paralelno s bridom letvice, a ne ukoso. Nisu dobre daske sa srcem (iz sredine stabla) ni s crvenim godovima (crljen-drvo). 

### Satonoša
Budući da je Hoffmanov okvir sastavljen na zupce, to su svi dijelovi dugački koliko i vanjska mjera okvira. Samo je satonoša (gornja letvica) dulja sa svake strane 15 mm ili ukupno 30 mm. Prema tome, duljina satonoše u LR košnice iznosi 480 mm, a u DB košnice 470 mm. Taj produžetak (uho), sa svake strane okvira služi da bi se okvir objesio o prednju ili stražnju stranu košnice ili nastavka. Satonoša je široka 28 mm i u LR košnice i u DB. Satonoša nešto šira od debljina saća sprječava građnju zaperaka (neredovni priljepci komadića saća koje pčele grade za dobre paše). Debljina satonoše u obadvije košnice je 20 mm. 
Na mjestu gdje se sastavlja satonoša s bočnim letvicama zarezan je satonoši "vrat", sa strana i odozdo, i u taj vrat se utakne "vilica" bočne letvice. Produžetak satonoše ili "uho" nije debeo kao cijela satonoša, nego je tanji: ako je "uho" s donje strane ravno stanjeno, onda je debelo 10 mm, a ako je ukoso onda je pri vratu debeo oko 15 mm, a na kraku oko 8 mm. Kad se uho stanji ukoso, onda je okvir jači jer bočne letvice ulaze u vrat urezan na tri strane. Mora se paziti da je svako uho jednako debelo (10 mm) na onom mjestu gdje se naslanja na košnicu jer o tome zavisi preciznost mjere za košnicu. S donje strane satonoše može se po cijeloj duljini na sredini urezati utor, dubok od 2 do 3 mm, u koji se uvuče ploča satne osnove, pa ili zalijepi voskom ili nekako drukčije učvrsti. 

### Bočne letvice
Bočne letvice su dugačke isto kolika je vanjska visina cijelog okvira, u LR košnice 232 mm, a u DB 300 mm. Za poluokvire duljina iznosi za oba sistema 145 mm. Debele su 8 mm, a široke u gornjoj trećini 36 mm, dok su u donje dvije trećine široke od 27 do 28 mm. Letvica na donjem kraju ima sastav na zupce, i to tri zupca i dva ureza, u koji se utakne kraj donje letvice. Hoffmanov okvir u našoj domaćoj izradi ima bočne letvice sa samo dva zupca i dva ureza; samo, drvo mora biti prvoklasno, to jest gustih pravolinijskih godova i bez čvorova. 

### Donja letvica
Donja letvica dugačka je koliko i vanjska širina okvira: u LR košnice 450 mm, a u DB 440 mm. Široka je 20 mm, debela 10 mm. Sa svake strane na kraju ima po sredini jedan urez i sa svake strane po jedan zubac koji se utaknu u donji kraj bočne letvice. 